# Biological Reviews
Biological Reviews is een internationaal, aan collegiale toetsing onderworpen wetenschappelijk tijdschrift op het gebied van de biologie. Het tijdschrift is opgericht in 1923 en wordt uitgegeven door John Wiley & Sons.
De naam wordt in literatuurverwijzingen meestal afgekort tot Biol. Rev. Het verschijnt 4 keer per jaar.